# 리디아 라실라
리디아 라실라 OAM(영어: Lydia Lassila OAM, 1982년 1월 17일~)은 오스트레일리아의 은퇴한 프리스타일 스키 선수로 주 종목은 에어리얼이다. 올림픽에 5회 참가했으며 2010년 동계 올림픽에서 여자 에어리얼 금메달, 2014년 동계 올림픽 여자 에어리얼에서 동메달을 획득했다.
결혼 전 이름은 리디아 이에로디아코누(영어: Lydia Ierodiaconou)였으며 결혼 후에 남편의 성을 따라 라실라로 성을 바꿨다.

## 수상

### 수훈
- 오스트레일리아 훈장 구성원(2012년 1월 26일)